# 빨간 앵두 5
"빨간 앵두 5"는 한국에서 제작된 박호태 감독의 1990년 영화이다. 김정아 등이 주연으로 출연하였고 정도환 등이 제작에 참여하였다.

## 출연

### 주연
- 김정아
- 김국현

### 조연
- 마영달
- 황건
- 문신억

## 기타
- 조명: 장기종
- 녹음: 손인호